# فيليكس ميتشيل
فيليكس ميتشيل (بالإنجليزية: Felix Mitchell)‏ هو مهرب مخدرات أمريكي، ولد في 23 أغسطس 1954، وتوفي في 21 أغسطس 1986.